# Zero Day (TV-serie)
Zero Day är en amerikansk dramathrillerserie som hade premiär den 20 februari 2025 på strömningstjänsten Netflix. Serien består av sex avsnitt.

## Handling
Serien handlar om USA:s förre president George Mullen, har som chef för Zero Day Commission i uppdrag att hitta förövarna till en förödande cyberattack som orsakade kaos och tusentals dödsoffer.

## Rollista (i urval)
| Robert De Niro       | – George Mullen      |
| Lizzy Caplan         | – Alexandra Mullen   |
| Jesse Plemons        | – Roger Carlson      |
| Joan Allen           | – Sheila Mullen      |
| Connie Britton       | – Valerie Whitesell  |
| Bill Camp            | – Director Lasch     |
| Dan Stevens          | – Evan Green         |
| Angela Bassett       | – president Mitchell |
| Matthew Modine       | – Richard Dreyer     |
| McKinley Belcher III | – Carl Otieno        |